# Arquidiócesis de Narbona
La archidiócesis de Narbona es una antigua jurisdicción eclesiástica metropolitana existente desde el siglo IV al XVIII que tuvo su sede, primero episcopal y a partir del siglo VIII arzobispal, en Narbona.

La archidiócesis de Narbona en 1781.

En 1801 se integró en la diócesis de Carcasona y Narbona.
Incluyó extensos territorios a un lado y otro de los Pirineos orientales, tanto en Occitania como en otros condados que constituyeron la Marca Hispánica carolingia, como los condados catalanes.
Fue erigida hacia el año 250 como obispado metropolitano, cuya sede ocupó Pablo de Narbona, primer obispo de Narbona. A fines del siglo VIII se elevó al rango de arzobispado.
Tras el Concordato de 1801, la archidiócesis fue suprimida y su territorio pasó a ser compartido entre la Diócesis de Carcasona, que abarca los departamentos de Aude, Pirineos Orientales y la archidiócesis de Montpellier.
Desde 1822 el arzobispo de Toulouse está autorizado a llevar el título de arzobispo de Narbona.

## Arzobispos
- Lista de obispos y arzobispos de Narbona

Entre los arzobispos de Narbona cabe destacar a Arnaldo Amalric, quien dirigió la cruzada albigense contra los cátaros predicada por el papa Inocencio III. Dado que el rey de Francia Felipe Augusto no quiso acaudillar la cruzada contra el Mediodía francés debido a sus intereses políticos, el propio arzobispo Arnaldo se puso al frente de las tropas hasta que, conquistados los dominios de los Trencavel, Simón de Montfort asumiera recibir los condados arrebatados a los Trencavel y situarse como jefe militar de la cruzada. Arnaldo es célebre por serle atribuida la frase «¡Matadlos a todos. Dios reconocerá a los suyos!» (Caedite eos. Novit enim Dominus qui sunt eius), pronunciada durante el sitio de la ciudad francesa de Béziers, en julio de 1209, en la cruzada albigense.